# Justicia trichotoma
Justicia trichotoma är en akantusväxtart som först beskrevs av Carl Ernst Otto Kuntze, och fick sitt nu gällande namn av Emery Clarence Leonard. Justicia trichotoma ingår i släktet Justicia och familjen akantusväxter. Inga underarter finns listade i Catalogue of Life.